# 14 Lacertae
14 Lacertae, som är stjärnans Flamsteed-beteckning, är en dubbelstjärna belägen i den mellersta delen av stjärnbilden Ödlan, som också har variabelbeteckningen V360 Lacertae. Den har en genomsnittlig skenbar magnitud på ca 5,91 och är svagt synlig för blotta ögat där ljusföroreningar ej förekommer. Baserat på parallax enligt Gaia Data Release 2 på ca 2,0 mas, beräknas den befinna sig på ett avstånd på ca 1 600 ljusår (ca 500 parsek) från solen. Den rör sig närmare solen med en heliocentrisk radialhastighet av ca -16 km/s.

## Egenskaper
Primärstjärnan 14 Lacertae A är en blå till vit underjättestjärna av spektralklass B3 IV:eav. Den har en massa som är ca 7,5 solmassor, en radie som är ca 7,6 solradier och utsänder ca 437 gånger mera energi än solen från dess fotosfär vid en effektiv temperatur av ca 18 000 K. Den är en Be-stjärna som roterar snabbt nära sin kritiska hastighet. Den snabba rotationen kan ha orsakats av massaöverföring från följeslagaren.
14 Lacertae är en pulserande ellipsoidisk variabel (DPV/ELL), som varierar mellan visuell magnitud +5,88 och 5,99 med en period av 10,085 dygn. Den är en dubbelsidig spektroskopisk dubbelstjärna i en snäv, cirkulär bana med en omloppsperiod av 10,08 dygn och en separation av 40,327 solradier (28,055 Gm).